# Журнал Політсатири №2
«Журнал Політсатири № 2» — радянський короткометражний мальований мультфільм -плакат 1941 року, знятий у перші місяці Великої Вітчизняної війни. Фільм знаходиться в громадському надбанні, оскільки випущений понад 70 років тому.

## Сюжет
Мультфільм складається із чотирьох частин.

### Чого Гітлер хоче
Оповідач у віршованій формі пояснює цілі Гітлера (представленого тут у вигляді гротескного чудовиська):
Хоче хліб у колгоспника відібрати,

 Хоче заводи буржуям віддати,
Хоче землю засіяти трунами,

 Хоче вільних зробити рабами.
На запитання: «І що він отримає? », Оповідач відповідає:
Отримає втричі за кожен удар,

 Десятки пожеж за кожну пожежу!
Отримає багнет, вогонь та свинець!

 Отримає фашизму безславний кінець!

### Бий фашистських піратів
Про те, як радянський флот ущент розбив фашистських акул.

### Бий ворога на фронті та в тилу
Закликається пам'ятати, що і в тилу можуть знайтися шпигуни і таємні помічники гітлерівців.

### Міцний рукостискання
У цій частині, найближчій до політичної сатири, карикатурний Гітлер ходить картою, самовпевнено насміхаючись з Лондона і з Москви. Але на жах Гітлера, СРСР поєднується з Великобританією. Дивлячись на велетенського розміру солдатів - радянського та англійського, Гітлер кидає бомбу, забирається на гору з черепів, і виявляється задушений міцним рукостисканням двох солдатів.